# Asambleas presidenciales del Partido Demócrata de 2020 en Iowa
Los caucus o asambleas presidenciales demócratas de Iowa de 2020, las primeras contiendas de nominación en las primarias del Partido Demócrata para las elecciones presidenciales de 2020, se llevaron a cabo el 3 de febrero de 2020. El ganador fue Pete Buttigieg, quien se convirtió en la primera persona abiertamente gay en ganar una contienda presidencial en los Estados Unidos. Los caucus de Iowa son asambleas cerradas en los que solo los miembros registrados de un partido son elegibles para votar. Iowa otorga 49 delegados a la Convención Nacional Demócrata de 2020, de los cuales 41 son delegados comprometidos asignados sobre la base de los resultados de los caucus.
Tras una demora de tres días en el informe de las votaciones, el Partido Demócrata de Iowa declaró que Buttigieg había ganado dos delegados más que Sanders, mientras que Sanders ganó el voto popular. La mayoría de las organizaciones de medios declararon a Buttigieg como el ganador, mientras que Associated Press se negó a declarar un ganador hasta que todos los procesos posteriores de recuento / recuento hubieran concluido. El resultado oficial y el cálculo de los delegados comprometidos a la convención nacional se retrasaron aún más hasta seis días después de la elección debido a la necesidad de una corrección de los resultados informados del 3,1% (55) de los precintos. Buttigieg y Sanders luego solicitaron un recuento parcial para el 8.1% del resultado oficial, que resultó en que la ventaja de Buttigieg sobre Sanders se redujera a 0.08 SDE. Ambas campañas solicitaron un recuento final de 63 de los recintos revisados (3,6% de todos los resultados) el 19 de febrero. Dos días después, el Partido Demócrata de Iowa anunció que había aceptado solicitudes de recuento para 23 distritos electorales (1,3% de todos los resultados). Los recuentos tuvieron lugar del 25 al 27 de febrero El Partido Demócrata de Iowa anunció los resultados de los recuentos el 27 de febrero de 2020; los resultados fueron certificados por el comité estatal el 29 de febrero.
Los caucus demócratas de Iowa de 2020 fueron controvertidos debido a las demoras en informar los resultados. Estos retrasos se debieron en parte a problemas con una aplicación móvil creada por Shadow Inc. que se utilizó para informar los totales de votación. Más controversia resultó a partir de errores e inconsistencias con respecto al cálculo y reporte de equivalentes de delegados estatales (SDE) en varias ubicaciones de caucus. El presidente del Partido Demócrata de Iowa, Troy Price, renunció el 12 de febrero debido a la confusión en torno a los caucus demócratas de Iowa de 2020.

## Procedimiento
Como el evento fue un caucus cerrado, solo los ciudadanos de Iowa registrados como demócratas pudieron votar. Sin embargo, los habitantes de Iowa que no se registraron como demócratas antes del día del caucus aún podían registrarse como tales en la misma noche del caucus en su precinto designado, obteniendo así plenos derechos de voto en el evento. Los votos se emiten parándose físicamente en una sección del área del caucus correspondiente al candidato preferido. No se permitió el voto en representación de terceros o el voto en ausencia (es decir, por correo o mediante la participación en un "caucus virtual" anterior).
Se llevaron a cabo 1.678 asambleas electorales del distrito de Iowa y 87 asambleas electorales satélite en todo el mundo (organizadas como sitios de votación alternativos para los demócratas de Iowa registrados que no podían votar localmente en su grupo electoral), y las puertas se cerraron a las 7:00 p. m. CST del 3 de febrero de 2020, con el fin de elegir delegados de distrito para las convenciones del condado subsiguientes y asignar los 41 delegados de convenciones nacionales comprometidos del estado en función del resultado acumulativo proporcional de todos los distritos.

### Procedimientos del caucus de distrito
En todas las asambleas electorales de los precintos que eligen a más de un delegado de la convención del condado, los candidatos presidenciales deben alcanzar un umbral de viabilidad dentro del precinto individual para calificar como un candidato viable. Los umbrales son:
- un mínimo del 25% para los recintos que eligen solo dos delegados;
- un mínimo del 16,66% para los recintos que elijan sólo a tres delegados; [alfa inferior 7] y
- un mínimo del 15% para la mayoría de los recintos que elijan a más de tres delegados.

Después de la primera ronda de votación, los partidarios de los candidatos viables que sus votos bloqueado a su candidato elegido, mientras que los partidarios de candidatos no viables se permite a través de una segunda ronda final de votación (llamado reajuste) para transferir su voto, ya sea a un candidato ya viable o a un grupo de no viables, siempre y cuando lo hagan viable. Si el número de grupos viables formados en la primera ronda o ronda final excede el número de delegados elegibles de la convención del condado en el precinto, entonces los grupos viables más pequeños se ven obligados a realinearse hasta que el número de grupos viables ya no exceda el número de delegados. Los comités electorales que eligen a un solo delegado de la convención del condado no tienen un umbral de viabilidad y, por lo tanto, no necesitan pasar por una realineación, sino que eligen a su delegado único basándose en un voto de mayoría simple expresado por la ronda de "primera alineación".
Una vez finalizada la ronda de realineación final y formado el número máximo correcto de grupos viables, cada uno de esos grupos viables (que apoyan a un candidato o no están comprometidos) elige al delegado o delegados de la convención del condado que su grupo ganó de acuerdo con su porcentaje proporcional de la participación. Votos calificados obtenidos tras la alineación final en el recinto local. Sin embargo, debido a errores de redondeo, es posible, siguiendo el procedimiento de cálculo descrito, que el número total de delegados de la convención del condado otorgados por el precinto sea mayor o menor que el número de delegados al que tiene derecho el precinto. Por lo tanto, como último paso correctivo, los grupos viables también pueden ganar o perder un delegado dependiendo del tamaño de su fracción de delegado calculada antes del redondeo para compensar el problema del redondeo. En este último procedimiento de redondeo correccional, una regla especial garantiza que un grupo nunca pueda perder su único delegado de la convención del condado que ganó (lo que significa que una fracción de 0.5 delegado calculado para haber sido ganado por un grupo siempre se redondeará a uno, incluso cuando otro más grande se calcula que los grupos tienen fracciones más altas).
Un resumen en la tabla a continuación, muestra la proporción entre los equivalentes de delegados estatales (SDE) y los delegados de la convención del condado (CCD) para todos los 99 condados de Iowa. Cada condado tiene una proporción de SDE diferente por delegado de convención de condado, con los condados más poblados que tienen la proporción de SDE más alta y los condados menos poblados tienen la proporción de SDE más baja. La proporción se utiliza cuando cada condado convierte los resultados de los delegados de la convención del condado ganados en el número de SDE ganados. El uso de una proporción diferente en cada condado significa que algunos delegados de la convención del condado serán contados como más valiosos en términos de SDE en comparación con sus compañeros delegados de la convención del condado elegidos en otros condados (similar al principio del Colegio Electoral de los Estados Unidos, donde es posible ganar el voto popular sin ganar la carrera decidiendo el conteo de delegados).
| Condado             | CD  | Precintos | CCD    | SDE   | SDE/CCD ratio |
| ------------------- | --- | --------- | ------ | ----- | ------------- |
| Adair               | CD3 | 5         | 51     | 4     | 0.078         |
| Adams               | CD3 | 5         | 35     | 3     | 0.086         |
| Allamakee           | CD1 | 11        | 90     | 7     | 0.078         |
| Appanoose           | CD2 | 12        | 75     | 6     | 0.080         |
| Audubon             | CD4 | 2         | 30     | 3     | 0.100         |
| Benton              | CD1 | 19        | 200    | 15    | 0.075         |
| Black Hawk          | CD1 | 62        | 500    | 101   | 0.202         |
| Boone               | CD4 | 15        | 100    | 19    | 0.190         |
| Bremer              | CD1 | 13        | 75     | 17    | 0.227         |
| Buchanan            | CD1 | 15        | 95     | 13    | 0.137         |
| Buena Vista         | CD4 | 10        | 45     | 9     | 0.200         |
| Butler              | CD4 | 8         | 60     | 7     | 0.117         |
| Calhoun             | CD4 | 10        | 60     | 5     | 0.083         |
| Carroll             | CD4 | 13        | 100    | 11    | 0.110         |
| Cass                | CD3 | 12        | 50     | 6     | 0.120         |
| Cedar               | CD2 | 12        | 70     | 12    | 0.171         |
| Cerro Gordo         | CD4 | 26        | 175    | 31    | 0.177         |
| Cherokee            | CD4 | 7         | 55     | 6     | 0.109         |
| Chickasaw           | CD4 | 13        | 100    | 7     | 0.070         |
| Clarke              | CD2 | 7         | 50     | 4     | 0.080         |
| Clay                | CD4 | 12        | 85     | 8     | 0.094         |
| Clayton             | CD1 | 14        | 60     | 10    | 0.167         |
| Clinton             | CD2 | 26        | 140    | 31    | 0.221         |
| Crawford            | CD4 | 8         | 40     | 6     | 0.150         |
| Dallas              | CD3 | 34        | 140    | 58    | 0.414         |
| Davis               | CD2 | 8         | 100    | 3     | 0.030         |
| Decatur             | CD2 | 7         | 85     | 4     | 0.047         |
| Delaware            | CD1 | 12        | 120    | 9     | 0.075         |
| Des Moines          | CD2 | 16        | 75     | 27    | 0.360         |
| Dickinson           | CD4 | 15        | 80     | 10    | 0.125         |
| Dubuque             | CD1 | 35        | 270    | 72    | 0.267         |
| Emmet               | CD4 | 11        | 35     | 4     | 0.114         |
| Fayette             | CD1 | 25        | 100    | 12    | 0.120         |
| Floyd               | CD4 | 8         | 90     | 10    | 0.111         |
| Franklin            | CD4 | 12        | 90     | 5     | 0.056         |
| Fremont             | CD3 | 5         | 40     | 3     | 0.075         |
| Greene              | CD4 | 7         | 50     | 6     | 0.120         |
| Grundy              | CD4 | 7         | 60     | 6     | 0.100         |
| Guthrie             | CD3 | 8         | 70     | 6     | 0.086         |
| Hamilton            | CD4 | 8         | 90     | 9     | 0.100         |
| Hancock             | CD4 | 10        | 50     | 5     | 0.100         |
| Hardin              | CD4 | 8         | 125    | 9     | 0.072         |
| Harrison            | CD4 | 13        | 75     | 7     | 0.093         |
| Henry               | CD2 | 9         | 150    | 10    | 0.067         |
| Howard              | CD1 | 9         | 35     | 5     | 0.143         |
| Humboldt            | CD4 | 9         | 45     | 4     | 0.089         |
| Ida                 | CD4 | 7         | 20     | 3     | 0.150         |
| Iowa                | CD1 | 11        | 100    | 10    | 0.100         |
| Jackson             | CD1 | 16        | 70     | 12    | 0.171         |
| Jasper              | CD2 | 20        | 200    | 23    | 0.115         |
| Jefferson           | CD2 | 12        | 55     | 12    | 0.218         |
| Johnson             | CD2 | 57        | 400    | 162   | 0.405         |
| Jones               | CD1 | 14        | 75     | 12    | 0.160         |
| Keokuk              | CD2 | 15        | 35     | 4     | 0.114         |
| Kossuth             | CD4 | 20        | 90     | 8     | 0.089         |
| Lee                 | CD2 | 22        | 150    | 21    | 0.140         |
| Linn                | CD1 | 86        | 430    | 189   | 0.440         |
| Louisa              | CD2 | 5         | 50     | 5     | 0.100         |
| Lucas               | CD2 | 7         | 55     | 4     | 0.073         |
| Lyon                | CD4 | 8         | 30     | 3     | 0.100         |
| Madison             | CD3 | 9         | 75     | 9     | 0.120         |
| Mahaska             | CD2 | 11        | 50     | 8     | 0.160         |
| Marion              | CD2 | 17        | 100    | 18    | 0.180         |
| Marshall            | CD1 | 19        | 150    | 24    | 0.160         |
| Mills               | CD3 | 11        | 45     | 7     | 0.156         |
| Mitchell            | CD1 | 12        | 80     | 6     | 0.075         |
| Monona              | CD4 | 11        | 80     | 4     | 0.050         |
| Monroe              | CD2 | 7         | 65     | 3     | 0.046         |
| Montgomery          | CD3 | 7         | 50     | 4     | 0.080         |
| Muscatine           | CD2 | 23        | 150    | 25    | 0.167         |
| O'Brien             | CD4 | 9         | 55     | 4     | 0.073         |
| Osceola             | CD4 | 8         | 30     | 3     | 0.100         |
| Page                | CD3 | 8         | 75     | 6     | 0.080         |
| Palo Alto           | CD4 | 6         | 60     | 5     | 0.083         |
| Plymouth            | CD4 | 13        | 40     | 9     | 0.225         |
| Pocahontas          | CD4 | 7         | 50     | 3     | 0.060         |
| Polk                | CD3 | 177       | 1,401  | 392   | 0.280         |
| Pottawattamie       | CD3 | 46        | 400    | 48    | 0.120         |
| Poweshiek           | CD1 | 9         | 100    | 14    | 0.140         |
| Ringgold            | CD3 | 7         | 80     | 3     | 0.038         |
| Sac                 | CD4 | 9         | 60     | 4     | 0.067         |
| Scott               | CD2 | 63        | 300    | 124   | 0.413         |
| Shelby              | CD4 | 9         | 100    | 5     | 0.050         |
| Sioux               | CD4 | 16        | 80     | 7     | 0.088         |
| Story               | CD4 | 43        | 200    | 83    | 0.415         |
| Tama                | CD1 | 15        | 85     | 11    | 0.129         |
| Taylor              | CD3 | 7         | 30     | 3     | 0.100         |
| Union               | CD3 | 8         | 80     | 6     | 0.075         |
| Van Buren           | CD2 | 8         | 30     | 3     | 0.100         |
| Wapello             | CD2 | 22        | 200    | 18    | 0.090         |
| Warren              | CD3 | 31        | 150    | 35    | 0.233         |
| Washington          | CD2 | 10        | 70     | 13    | 0.186         |
| Wayne               | CD2 | 4         | 40     | 3     | 0.075         |
| Webster             | CD4 | 28        | 240    | 20    | 0.083         |
| Winnebago           | CD4 | 10        | 40     | 6     | 0.150         |
| Winneshiek          | CD1 | 11        | 125    | 16    | 0.128         |
| Woodbury            | CD4 | 44        | 240    | 51    | 0.213         |
| Worth               | CD1 | 7         | 75     | 5     | 0.067         |
| Wright              | CD4 | 10        | 45     | 6     | 0.133         |
| Total (99 condados) | 4   | 1678      | 11,402 | 2,107 | 0.185         |

### Procedimientos de los caucus satélite
Por primera vez en la historia de las asambleas de Iowa, las asambleas satélites de todo el mundo (60 dentro del estado y 27 fuera del estado) se organizaron el día de las elecciones el 3 de febrero, como sitios de votación alternativos para los demócratas de Iowa registrados que no pudieron para votar localmente en el caucus de su distrito electoral. La siguiente lista muestra todos los tipos de sitios satélites (de los cuales la mayoría estaban abiertos a la participación de todos los habitantes de Iowa, mientras que algunos eran grupos cerrados solo para aquellos con una residencia privada o afiliación laboral):
- 14 sitios relacionados con lugares de trabajo
- 24 sitios para estudiantes en campus universitarios
- 29 sitios que se adaptan a las necesidades de accesibilidad (incluidos centros de servicios para ancianos)
- 11 sitios que se adaptan a las necesidades lingüísticas y culturales
- 9 sitios fuera del estado que albergan a residentes de Iowa que pasan el invierno en otro estado

Las puertas en la mayoría de los caucus satélites cerraron a las 7:00 p. m. CST; mientras que algunos caucus satélites cerraron sus puertas unas horas antes o después (entre las 10 a. m. y las 8:30 p. m. CST del mismo día).
Los demócratas de Iowa que están fuera del estado el 3 de febrero y quieren participar en un caucus satélite fuera del estado, así como aquellos que estaban en el estado pero no pudieron asistir a su caucus de precinto y por lo tanto tienen que participar en un caucus satélite temprano en el estado antes de las 6:00 p. m. CST, todos deben preinscribir su asistencia a estos eventos satélite (incluida una membresía del Partido Demócrata) antes del 17 de enero de 2020. Sin embargo, los residentes de Iowa que asistan a un caucus satélite en el estado a las 7:00 p. m. CST o más tarde, no necesitan registrarse previamente para asistir y ser miembros del partido, ya que se les otorgará la misma oportunidad que los asistentes al caucus del distrito electoral para cambiar su registro de partido en la puerta. Aquellos residentes de Iowa que participen en cualquier forma de caucus satélite no podrán participar en el caucus de su precinto designado.
El procedimiento de votación para los caucus satélites fue en gran medida idéntico al utilizado para los caucus de los distritos electorales. Sin embargo, difiere por el hecho de que no se elige a ningún delegado real de la convención del condado; en cambio, a cada caucus satélite se le otorgará una cantidad de "delegados virtuales del condado" según el número de asistentes al caucus:
| Número de asistentes            | 1–20 | 21–40 | 41–60 | 61–80 | 81–100 | Mas de 100 |
| Delegados virtuales del condado | 4    | 5     | 6     | 7     | 8      | 9          |

El umbral de viabilidad para un grupo que apoya a un candidato presidencial en un caucus satélite también se establece en un mínimo del 15%. Las reglas de cálculo para la asignación de delegados "virtuales" en un caucus satélite son idénticas a las que se utilizan cuando se asignan delegados electos "reales" a la convención del condado en un caucus del precinto.
Los resultados acumulados (número de delegados de condados virtuales ganados que se recalculan a las SDE) de los grupos satélite se informan desde cinco "condados virtuales satélites" designados:
- Uno en cada uno de los cuatro distritos del Congreso de Iowa, donde los resultados de todos los caucus satélites en el estado se informarán y se sumarán dentro de cada distrito del Congreso.
- Un condado satélite en general en todo el estado, donde se informarán y sumarán los resultados de todos los caucus satélites fuera del estado.

Además del número de delegados distritales y estatales electos por el distrito electoral (elegidos en la convención del condado según el resultado de SDE acumulado de cada caucus del distrito electoral), a cada condado satélite y sus caucus satélites también se le asignará una cantidad adicional de delegados estatales y distritales reales (que no estará presente en las convenciones del condado sino que solo participará en la convención del distrito y la convención estatal).
El número disponible de delegados estatales y distritales electos por satélite dependerá de la participación de votantes acumulada de todos los caucus satélites dentro, respectivamente, de cada uno de los cuatro condados satélites del distrito virtual del Congreso (para los caucus satélites en el estado) y dentro del quinto total virtual en todo el estado. condado satélite (para los caucus satélites fuera del estado). Cada condado satélite virtual asignará por la presente el siguiente número de SDE entre sus grupos satélites:
| SDE del condado satélite del distrito virtual del congreso (calculated as a percentage of the district SDE base total decided by real precincts) | SDE del condado satélite del distrito virtual del congreso (calculated as a percentage of the district SDE base total decided by real precincts) | SDE del condado satélite del distrito virtual del congreso (calculated as a percentage of the district SDE base total decided by real precincts) | SDE del condado satélite del distrito virtual del congreso (calculated as a percentage of the district SDE base total decided by real precincts) | SDE del condado satélite del distrito virtual del congreso (calculated as a percentage of the district SDE base total decided by real precincts) | SDE del condado satélite del distrito virtual del congreso (calculated as a percentage of the district SDE base total decided by real precincts) | SDE del condado satélite del distrito virtual del congreso (calculated as a percentage of the district SDE base total decided by real precincts) | SDE del condado satélite del distrito virtual del congreso (calculated as a percentage of the district SDE base total decided by real precincts) | SDE del condado satélite del distrito virtual del congreso (calculated as a percentage of the district SDE base total decided by real precincts) | SDE del condado satélite del distrito virtual del congreso (calculated as a percentage of the district SDE base total decided by real precincts) | SDE del condado satélite del distrito virtual del congreso (calculated as a percentage of the district SDE base total decided by real precincts) |
| --- | --- | --- | --- | --- | --- | --- | --- | --- | --- | --- |
| Asistencia satélite total para el condado de CD                                                                                                  | 1-600 | 601-1200 | 1201-1800 | 1801-2400 | 2401–3000 | 3001–3600 | 3601–4200 | 4201–4800 | 4801–5400 | 5401 o más |
| Condado satélite virtual CD1 | 5.60 SDE (1%) | 11,20 SDE (2%) | 16,80 SDE (3%) | 22,40 SDE (4%) | 28,00 SDE (5%) | 33,60 SDE (6%) | 39,20 SDE (7%) | 44,80 SDE (8%) | 50,40 SDE (9%) | 56,00 SDE (10%) |
| Condado satélite virtual CD2 | 5,43 SDE (1%) | 10,86 SDE (2%) | 16,29 SDE (3%) | 21,72 SDE (4%) | 27,15 SDE (5%) | 32,58 SDE (6%) | 38,01 SDE (7%) | 43,44 SDE (8%) | 48,87 SDE (9%) | 54,30 SDE (10%) |
| Condado satélite virtual CD3 | 5,93 SDE (1%) | 11,86 SDE (2%) | 17,79 SDE (3%) | 23,72 SDE (4%) | 29,65 SDE (5%) | 35,58 SDE (6%) | 41,51 SDE (7%) | 47,44 SDE (8%) | 53,37 SDE (9%) | 59,30 SDE (10%) |
| Condado satélite virtual CD4 | 4.11 SDE (1%) | 8,22 SDE (2%) | 12,33 SDE (3%) | 16,44 SDE (4%) | 20,55 SDE (5%) | 24,66 SDE (6%) | 28,77 SDE (7%) | 32,88 SDE (8%) | 36,99 SDE (9%) | 41,10 SDE (10%) |

| SDE virtuales de los condados satélites en todo el estado (will be allocated in addition to the statewide SDE base total decided by real precincts) | SDE virtuales de los condados satélites en todo el estado (will be allocated in addition to the statewide SDE base total decided by real precincts) | SDE virtuales de los condados satélites en todo el estado (will be allocated in addition to the statewide SDE base total decided by real precincts) | SDE virtuales de los condados satélites en todo el estado (will be allocated in addition to the statewide SDE base total decided by real precincts) | SDE virtuales de los condados satélites en todo el estado (will be allocated in addition to the statewide SDE base total decided by real precincts) | SDE virtuales de los condados satélites en todo el estado (will be allocated in addition to the statewide SDE base total decided by real precincts) |
| --- | --- | --- | --- | --- | --- |
| Total de asistencia satélite para el condato en general                                                                                             | 1–500 | 501–1000 | 1001-1500 | 1501-2000 | 2000 o más |
| Virtual en general condado satélite | 2 SDE | 3 SDE | 4 SDE | 5 SDE | 6 SDE |

La cantidad de SDE disponibles que se ganarán en cada grupo satélite se decidirá en función de su parte proporcional asignada del "número total de delegados de condado virtuales asignados a todos los grupos satélite dentro de su propio condado satélite virtual", que será igual a su parte de SDE disponible asignada dentro de su condado virtual.
Cuando las SDE acumuladas de los condados satélite finalmente se conviertan en "delegados de distrito y de estado" elegidos por satélite para cada condado satélite en su conjunto, todos los candidatos presidenciales que hayan ganado las SDE dentro del condado satélite específico en una proporción de menos del 15% tendrán todas sus SDE eliminados (lo que significa que ganarán 0 delegados distritales y estatales), mientras que los candidatos presidenciales calificados restantes que hayan ganado al menos un 15% de participación de SDE dentro del condado satélite específico, finalmente ganarán un número de delegados igual a su participación de SDE calificados (con fracciones redondeadas hacia arriba / abajo a los números enteros más cercanos).
Como parte de los procedimientos del caucus, cada caucus satélite habrá registrado candidatos potenciales entre sus asistentes al caucus para los puestos adicionales disponibles de "delegado de distrito y estado", que luego serán seleccionados según la preferencia de las campañas presidenciales a las que han prometido apoyo.

### Delegados del condado, distrito, convenciones estatales y convenciones nacionales
| Delegados comprometidos a la Convención Nacional | Delegados comprometidos a la Convención Nacional |
| Tipo                                             | Del.                                             |
| ------------------------------------------------ | ------------------------------------------------ |
| CD1 [alfa inferior 8]                            | 7                                                |
| CD2 [alfa inferior 9]                            | 7                                                |
| CD3 [alfa inferior 10]                           | 8                                                |
| CD4 [alfa inferior 11]                           | 5                                                |
| PLEO [alfa inferior 12]                          | 5                                                |
| En general [alfa inferior 13]                    | 9                                                |
| Total de delegados comprometidos                 | 41                                               |

Un total de 11,402 delegados de la convención del condado son elegidos de acuerdo con el procedimiento descrito anteriormente en 1,678 caucus de precintos y 87 caucus satélites. Luego irán a la convención de su condado local el 21 de marzo para elegir 2,107 delegados de distrito y estatales que se comprometen a apoyar a los candidatos presidenciales de acuerdo con el resultado de equivalentes de delegados estatales proporcionales (SDE) de los caucus. Estos distritos electos y delegados estatales irán posteriormente a las convenciones de distrito el 25 de abril (seleccionando los nombres de los 27 delegados de la convención nacional comprometidos de los distritos electorales) y a la convención estatal el 13 de junio (seleccionando los nombres de las restantes convenciones nacionales comprometidas electas en todo el estado delegados: nueve en general y cinco líderes de partido y funcionarios electos). En total, 41 delegados de la convención nacional comprometidos son elegidos para la Convención Nacional Demócrata de 2020 y su apoyo prometido se determina proporcionalmente al número total de SDE del candidato presidencial ganadas en todo el estado y en cada uno de los cuatro distritos del Congreso del estado ; pero solo para aquellos candidatos presidenciales que logran calificar al ganar al menos una participación del 15% de las SDE en todo el estado o en el distrito específico. Lo que significa que todos los candidatos presidenciales que ganen menos del 15% de participación en SDE en todo el estado y en CD1, CD2, CD3, CD4, ganarán 0 delegados comprometidos en la convención nacional.
Si un candidato presidencial basado en el resultado del caucus estatal ganó varios delegados PLEO comprometidos o delegados generales comprometidos, pero luego decide retirarse como candidato antes de la convención estatal el 13 de junio, su asignación de PLEO / delegados grandes se dividirán proporcionalmente entre los otros candidatos presidenciales restantes que ya lograron calificar con una cantidad de delegados PLEO / generales ganados prometidos.
A los 41 delegados comprometidos elegidos por el caucus que Iowa envía a la convención nacional se les unirán ocho delegados PLEO sin compromiso preseleccionados ( superdelegados ): cinco miembros del Comité Nacional Demócrata y tres miembros del Congreso (de los cuales los tres son representantes de Estados Unidos). Los ocho superdelegados ya no tienen derecho a emitir ningún voto decisivo en la primera votación para determinar el candidato presidencial demócrata para las elecciones presidenciales (lo que significa que solo pueden desempeñar un papel si la asignación de todos los delegados comprometidos da como resultado una convención impugnada); y se seleccionan automáticamente independientemente de los resultados del caucus como delegados no comprometidos, de acuerdo con las reglas del Partido Demócrata.

### Cambios clave de los caucus anteriores
En caucus anteriores (más recientemente en 2016), los resultados de los distritos electorales informados se utilizaron para calcular el número esperado de delegados prometidos a la convención nacional de acuerdo con los equivalentes de delegados estatales para cada candidato presidencial, lo que significa que las campañas posteriores a los caucus del distrito electoral aún debían mantenerse. sus delegados de la convención nacional prometidos calculados y esperados, ya que su apoyo estaba limitado al candidato solo en el paso final del proceso de selección (es decir, en la convención estatal en junio). Esto ha cambiado en los caucus de 2020, donde el número final calculado de delegados de la convención nacional comprometidos estará bloqueado para los candidatos cuando se conozcan los resultados de las SDE de los caucus del precinto.
El 11 de febrero de 2019, el Partido Demócrata de Iowa propuso varios cambios a los procedimientos utilizados en los caucus anteriores, incluida la adición de un período para "caucus virtuales" del 29 de enero al 3 de febrero de 2020, lo que permitiría a los participantes que no pudieran asistir físicamente. los caucus del precinto para unirse a un caucus virtual en línea o teleconferencia en la que se les dará la oportunidad de clasificar las preferencias de los candidatos, con el apoyo a los candidatos no viables redistribuido a los viables. Este proceso continúa hasta que no queden opciones no viables y los resultados se agregan con los distritos del Congreso a los efectos de la asignación de delegados, pero se limitan a un 10% de SDE, independientemente del número de personas que utilizan la opción de caucus virtual. Los resultados de los caucus virtuales y de los distritos electorales debían ser publicados la noche del 3 de febrero y, como resultado de los cambios en las reglas por parte del partido nacional, se iban a publicar los totales de votos brutos para el primer y segundo período de alineamiento de los caucus. .
A fines de agosto de 2019, el DNC ordenó a los partidos estatales demócratas de Iowa y Nevada que desecharan sus planes de "caucus virtuales" debido a preocupaciones de seguridad.
El 20 de septiembre de 2019, el DNC aprobó condicionalmente un plan para "sitios de caucus satélite", permitiendo a los demócratas de Iowa participar si trabajan o van a la universidad fuera del estado el 3 de febrero de 2020. Once de esos 87 sitios tendrán servicios de traducción al español. Los latinos constituían el 6% de la población y el 3,4% de los votantes registrados.
El partido anunció a fines de enero de 2020 que se informaría un "recuento de votos en bruto" tanto para la "primera alineación inicial" como para la "segunda alineación final" (junto con los equivalentes de delegados estatales calculados y los delegados de la convención nacional comprometidos), para el primer momento en la historia de los caucus. En las asambleas electorales anteriores, el resultado informado de las asambleas electorales de los precintos comprendía solo los equivalentes de delegados estatales calculados finales y el número esperado de delegados de la convención nacional comprometidos.

## Encuestas
Los resultados de una encuesta final de The Des Moines Register no se dieron a conocer como estaba programado el 1 de febrero, luego de que un entrevistado se quejara de que Pete Buttigieg no fue dado como una opción de encuesta durante su entrevista, y la omisión supuestamente se atribuyó a un error humano. Como la firma de encuestas no pudo determinar si el error fue un incidente aislado o no, la encuestadora Ann Selzer decidió retener los resultados de la encuesta por completo, marcando la primera vez en 76 años que la encuesta final previa al caucus no fue publicada por el Register. La encuesta se filtró más tarde en Twitter, con resultados confirmados por FiveThirtyEight que muestran a Sanders a la cabeza con un 22%, seguido de Warren con un 18%, Buttigieg con un 16% y Biden con un 13%.
     Debate qualifying poll as designated by the Democratic National Committee
| encuentra realizada del 1 de diciembre de 2019, al 3 de febrero de 2020                                                                                              | encuentra realizada del 1 de diciembre de 2019, al 3 de febrero de 2020 | encuentra realizada del 1 de diciembre de 2019, al 3 de febrero de 2020 | encuentra realizada del 1 de diciembre de 2019, al 3 de febrero de 2020 | encuentra realizada del 1 de diciembre de 2019, al 3 de febrero de 2020 | encuentra realizada del 1 de diciembre de 2019, al 3 de febrero de 2020 | encuentra realizada del 1 de diciembre de 2019, al 3 de febrero de 2020 | encuentra realizada del 1 de diciembre de 2019, al 3 de febrero de 2020 | encuentra realizada del 1 de diciembre de 2019, al 3 de febrero de 2020 | encuentra realizada del 1 de diciembre de 2019, al 3 de febrero de 2020 | encuentra realizada del 1 de diciembre de 2019, al 3 de febrero de 2020 | encuentra realizada del 1 de diciembre de 2019, al 3 de febrero de 2020 | encuentra realizada del 1 de diciembre de 2019, al 3 de febrero de 2020 | encuentra realizada del 1 de diciembre de 2019, al 3 de febrero de 2020 |
| Poll source | Date(s) administered                                                    | Sample size                                                             | Margin of error                                                         | Joe Biden                                                               | Pete Buttigieg                                                          | Tulsi Gabbard                                                           | Amy Klobuchar                                                           | Bernie Sanders                                                          | Tom Steyer                                                              | Elizabeth Warren                                                        | Andrew Yang                                                             | Other                                                                   | Undecided                                                               |
| --- | ----------------------------------------------------------------------- | ----------------------------------------------------------------------- | ----------------------------------------------------------------------- | ----------------------------------------------------------------------- | ----------------------------------------------------------------------- | ----------------------------------------------------------------------- | ----------------------------------------------------------------------- | ----------------------------------------------------------------------- | ----------------------------------------------------------------------- | ----------------------------------------------------------------------- | ----------------------------------------------------------------------- | ----------------------------------------------------------------------- | ----------------------------------------------------------------------- |
| Emerson College | Jan 30 – Feb 2, 2020                                                    | 853 (LV)                                                                | ± 3.3%                                                                  | 21%                                                                     | 15%                                                                     | 1%                                                                      | 11%                                                                     | 28%                                                                     | 4%                                                                      | 14%                                                                     | 5%                                                                      | 2%                                                                      | –                                                                       |
| Data for Progress | Jan 28 – Feb 2, 2020                                                    | 2,394 (LV)                                                              | ± 1.6%                                                                  | 24%                                                                     | 22%                                                                     | –                                                                       | –                                                                       | 28%                                                                     | –                                                                       | 25%                                                                     | –                                                                       | –                                                                       | –                                                                       |
| Data for Progress | Jan 28 – Feb 2, 2020                                                    | 2,394 (LV)                                                              | ± 1.6%                                                                  | 18%                                                                     | 18%                                                                     | 2%                                                                      | 9%                                                                      | 22%                                                                     | 4%                                                                      | 19%                                                                     | 6%                                                                      | 2%                                                                      | –                                                                       |
| YouGov/CBS News (MRP) | Jan 22–31, 2020                                                         | 1,835 (RV)                                                              | ± 3%                                                                    | 25%                                                                     | 21%                                                                     | [ 44 ]                                                                  | 5%                                                                      | 25%                                                                     | [ 44 ]                                                                  | 16%                                                                     | [ 44 ]                                                                  | [ 44 ]                                                                  | [ 44 ]                                                                  |
| David Binder Research/Focus on Rural America | Jan 28–30, 2020                                                         | 300 (LV)                                                                | ± 5.7%                                                                  | 46%                                                                     | –                                                                       | –                                                                       | –                                                                       | 40%                                                                     | –                                                                       | –                                                                       | –                                                                       | –                                                                       | 14%                                                                     |
| David Binder Research/Focus on Rural America | Jan 28–30, 2020                                                         | 300 (LV)                                                                | ± 5.7%                                                                  | 15%                                                                     | 19%                                                                     | 3%                                                                      | 11%                                                                     | 17%                                                                     | 3%                                                                      | 15%                                                                     | 1%                                                                      | 2%                                                                      | 12%                                                                     |
| American Research Group | Jan 27–30, 2020                                                         | 400 (LV)                                                                | ± 4.0%                                                                  | 17%                                                                     | 9%                                                                      | 2%                                                                      | 16%                                                                     | 23%                                                                     | 3%                                                                      | 15%                                                                     | 5%                                                                      | 4%                                                                      | 6%                                                                      |
| Civiqs/Data for Progress | Jan 26–29, 2020                                                         | 615 (LV)                                                                | ± 4.7%                                                                  | 20%                                                                     | 18%                                                                     | 1%                                                                      | 0%                                                                      | 31%                                                                     | 2%                                                                      | 25%                                                                     | 1%                                                                      | 1%                                                                      | 2%                                                                      |
| Civiqs/Data for Progress | Jan 26–29, 2020                                                         | 615 (LV)                                                                | ± 4.7%                                                                  | 15%                                                                     | 15%                                                                     | 2%                                                                      | 8%                                                                      | 28%                                                                     | 2%                                                                      | 21%                                                                     | 5%                                                                      | 0%                                                                      | 2%                                                                      |
| Park Street Strategies Archivado el 21 de abril de 2021 en Wayback Machine.                                                                                          | Jan 24–28, 2020                                                         | 600 (LV)                                                                | ± 3.0%                                                                  | 20%                                                                     | 17%                                                                     | 1%                                                                      | 12%                                                                     | 18%                                                                     | 4%                                                                      | 17%                                                                     | 5%                                                                      | <1%                                                                     | 6%                                                                      |
| Monmouth University | Jan 23–27, 2020                                                         | 544 (LV)                                                                | ± 4.2%                                                                  | 29%                                                                     | 20%                                                                     | –                                                                       | –                                                                       | 25%                                                                     | –                                                                       | 19%                                                                     | –                                                                       | 1%                                                                      | 6%                                                                      |
| Monmouth University | Jan 23–27, 2020                                                         | 544 (LV)                                                                | ± 4.2%                                                                  | 22%                                                                     | 17%                                                                     | –                                                                       | 12%                                                                     | 22%                                                                     | –                                                                       | 16%                                                                     | 5%                                                                      | <1%                                                                     | 6%                                                                      |
| Monmouth University | Jan 23–27, 2020                                                         | 544 (LV)                                                                | ± 4.2%                                                                  | 23%                                                                     | 16%                                                                     | 1%                                                                      | 10%                                                                     | 21%                                                                     | 4%                                                                      | 15%                                                                     | 3%                                                                      | 1%                                                                      | 5%                                                                      |
| Civiqs/Iowa State University | Jan 23–27, 2020                                                         | 655 (LV)                                                                | ± 4.8%                                                                  | 15%                                                                     | 17%                                                                     | 2%                                                                      | 11%                                                                     | 24%                                                                     | 4%                                                                      | 19%                                                                     | 5%                                                                      | 2%                                                                      | 3%                                                                      |
| Emerson College | Jan 23–26, 2020                                                         | 450 (LV)                                                                | ± 4.6%                                                                  | 21%                                                                     | 10%                                                                     | 5%                                                                      | 13%                                                                     | 30%                                                                     | 5%                                                                      | 11%                                                                     | 5%                                                                      | 2%                                                                      | –                                                                       |
| Suffolk University/USA Today | Jan 23–26, 2020                                                         | 500 (LV)                                                                | ± 4.4%                                                                  | 25.4%                                                                   | 17.6%                                                                   | 0.8%                                                                    | 5.6%                                                                    | 18.6%                                                                   | 2.2%                                                                    | 13.2%                                                                   | 3.0%                                                                    | 13.6%                                                                   | –                                                                       |
| Change Research/Crooked Media | Jan 22–26, 2020                                                         | 704 (LV)                                                                | ± 3.7%                                                                  | 22%                                                                     | 23%                                                                     | –                                                                       | –                                                                       | 30%                                                                     | –                                                                       | 20%                                                                     | –                                                                       | –                                                                       | 5%                                                                      |
| Change Research/Crooked Media | Jan 22–26, 2020                                                         | 704 (LV)                                                                | ± 3.7%                                                                  | 18%                                                                     | 19%                                                                     | 1%                                                                      | 10%                                                                     | 27%                                                                     | 4%                                                                      | 15%                                                                     | 4%                                                                      | 2%                                                                      | –                                                                       |
| Siena College/New York Times | Jan 20–23, 2020                                                         | 584 (LV)                                                                | ± 4.8%                                                                  | 23%                                                                     | 23%                                                                     | –                                                                       | –                                                                       | 30%                                                                     | –                                                                       | 19%                                                                     | –                                                                       | –                                                                       | 8%                                                                      |
| Siena College/New York Times | Jan 20–23, 2020                                                         | 584 (LV)                                                                | ± 4.8%                                                                  | 17%                                                                     | 18%                                                                     | 1%                                                                      | 8%                                                                      | 25%                                                                     | 3%                                                                      | 15%                                                                     | 3%                                                                      | 1%                                                                      | 8%                                                                      |
| Morningside College | Jan 17–23, 2020                                                         | 253 (LV)                                                                | ± 6.2%                                                                  | 19%                                                                     | 18%                                                                     | 3%                                                                      | 12%                                                                     | 15%                                                                     | 6%                                                                      | 15%                                                                     | 4%                                                                      | 2%                                                                      | 4%                                                                      |
| YouGov/CBS News | Jan 16–23, 2020                                                         | 1401 (RV)                                                               | ± 3.9%                                                                  | 25%                                                                     | 22%                                                                     | 0%                                                                      | 7%                                                                      | 26%                                                                     | 1%                                                                      | 15%                                                                     | 1%                                                                      | 2%                                                                      | 1%                                                                      |
| Civiqs/Data for ProgressUso incorrecto de la plantilla enlace roto (enlace roto disponible en Internet Archive; véase el historial, la primera versión y la última). | Jan 19–21, 2020                                                         | 590 (LV)                                                                | ± 4.8%                                                                  | 17%                                                                     | 19%                                                                     | 2%                                                                      | 6%                                                                      | 24%                                                                     | 3%                                                                      | 19%                                                                     | 5%                                                                      | 0%                                                                      | 5%                                                                      |
| David Binder Research/Focus on Rural America | Jan 15–18, 2020                                                         | 500 (LV)                                                                | ± 4.4%                                                                  | 24%                                                                     | 16%                                                                     | 1%                                                                      | 11%                                                                     | 14%                                                                     | 4%                                                                      | 18%                                                                     | 3%                                                                      | 2%                                                                      | –                                                                       |
| Neighbourhood Research and Media/Breitbart | Jan 14–17, 2020                                                         | 300 (LV)                                                                | ± 4.8%                                                                  | 23%                                                                     | 17%                                                                     | –                                                                       | 11%                                                                     | 10%                                                                     | 2%                                                                      | 15%                                                                     | 2%                                                                      | 6%                                                                      | 13%                                                                     |
| | Jan 13, 2020                                                            | Booker withdraws from the race                                          | Booker withdraws from the race                                          | Booker withdraws from the race                                          | Booker withdraws from the race                                          | Booker withdraws from the race                                          | Booker withdraws from the race                                          | Booker withdraws from the race                                          | Booker withdraws from the race                                          | Booker withdraws from the race                                          | Booker withdraws from the race                                          | Booker withdraws from the race                                          | Booker withdraws from the race                                          |
| Monmouth University | Jan 9–12, 2020                                                          | 405 (LV)                                                                | ± 4.9%                                                                  | 28%                                                                     | 25%                                                                     | –                                                                       | –                                                                       | 24%                                                                     | –                                                                       | 16%                                                                     | –                                                                       | 2%                                                                      | 4%                                                                      |
| Monmouth University | Jan 9–12, 2020                                                          | 405 (LV)                                                                | ± 4.9%                                                                  | 24%                                                                     | 17%                                                                     | 2%                                                                      | 8%                                                                      | 18%                                                                     | 4%                                                                      | 15%                                                                     | 4%                                                                      | 4%                                                                      | 5%                                                                      |
| Selzer/CNN/Des Moines Register | January 2–8, 2020                                                       | 701 (LV)                                                                | ± 3.7%                                                                  | 15%                                                                     | 16%                                                                     | 2%                                                                      | 6%                                                                      | 20%                                                                     | 2%                                                                      | 17%                                                                     | 5%                                                                      | 2%                                                                      | 11%                                                                     |
| YouGov/CBS News | Dec 27, 2019 – Jan 3, 2020                                              | 953 (RV)                                                                | ± 3.8%                                                                  | 23%                                                                     | 23%                                                                     | 1%                                                                      | 7%                                                                      | 23%                                                                     | 2%                                                                      | 16%                                                                     | 2%                                                                      | 2%                                                                      | 1%                                                                      |
| KG Polling | Dec 19–23, 2019                                                         | 750 (LV)                                                                | ± 3.8%                                                                  | 24%                                                                     | 12%                                                                     | –                                                                       | 5%                                                                      | 31%                                                                     | –                                                                       | 13%                                                                     | 10%                                                                     | –                                                                       | 5%                                                                      |
| Civiqs/Iowa State University | Dec 12–16, 2019                                                         | 632 (LV)                                                                | ± 4.9%                                                                  | 15%                                                                     | 24%                                                                     | 3%                                                                      | 4%                                                                      | 21%                                                                     | 2%                                                                      | 18%                                                                     | 3%                                                                      | 4%                                                                      | 4%                                                                      |
| Emerson College | Dec 7–10, 2019                                                          | 325 (LV)                                                                | ± 5.4%                                                                  | 23%                                                                     | 18%                                                                     | 2%                                                                      | 10%                                                                     | 22%                                                                     | 3%                                                                      | 12%                                                                     | 2%                                                                      | 8%                                                                      | –                                                                       |
| | Dec 3, 2019                                                             | Harris withdraws from the race                                          | Harris withdraws from the race                                          | Harris withdraws from the race                                          | Harris withdraws from the race                                          | Harris withdraws from the race                                          | Harris withdraws from the race                                          | Harris withdraws from the race                                          | Harris withdraws from the race                                          | Harris withdraws from the race                                          | Harris withdraws from the race                                          | Harris withdraws from the race                                          | Harris withdraws from the race                                          |

| Encuestas durante noviembre de 2019  | Encuestas durante noviembre de 2019     | Encuestas durante noviembre de 2019 | Encuestas durante noviembre de 2019 | Encuestas durante noviembre de 2019 | Encuestas durante noviembre de 2019 | Encuestas durante noviembre de 2019 | Encuestas durante noviembre de 2019 | Encuestas durante noviembre de 2019 | Encuestas durante noviembre de 2019 | Encuestas durante noviembre de 2019 | Encuestas durante noviembre de 2019 | Encuestas durante noviembre de 2019 | Encuestas durante noviembre de 2019 | Encuestas durante noviembre de 2019 |
| Fuente de la encuesta                | Fechas                                  | Tamaño                              | Margen de error                     | Joseph Biden                        | Pete Buttigieg                      | Tulsi Gabbard                       | Kamala Harris                       | Amy Klobuchar                       | Bernie Sanders                      | Thomas Steyer                       | Elizabeth Warren                    | Andrew Yang                         | Otro                                | Indeciso                            |
| ------------------------------------ | --------------------------------------- | ----------------------------------- | ----------------------------------- | ----------------------------------- | ----------------------------------- | ----------------------------------- | ----------------------------------- | ----------------------------------- | ----------------------------------- | ----------------------------------- | ----------------------------------- | ----------------------------------- | ----------------------------------- | ----------------------------------- |
| Civiqs / Universidad Estatal de Iowa | 15-19 de noviembre de 2019              | 614 (LV)                            | ± 4,9%                              | 12%                                 | 26%                                 | 2%                                  | 2%                                  | 5%                                  | 18%                                 | 2%                                  | 19%                                 | 4%                                  | 6% [alfa inferior 59]               | 3%                                  |
| Registro de Des Moines / CNN         | 8-13 de noviembre de 2019               | 500 (LV)                            | ± 4,4%                              | 15%                                 | 25%                                 | 3%                                  | 3%                                  | 6%                                  | 15%                                 | 3%                                  | dieciséis%                          | 3%                                  | 6% [alfa inferior 60]               | 5%                                  |
| Noticias de YouGov / CBS             | 6 al 13 de noviembre de 2019            | 856 (caravana)                      | ± 4,1%                              | 22%                                 | 21%                                 | 0%                                  | 5%                                  | 5%                                  | 22%                                 | 2%                                  | 18%                                 | 1%                                  | 4% [alfa inferior 61]               | -                                   |
| Universidad de Monmouth              | 7-11 de noviembre de 2019               | 451 (LV)                            | ± 4,6%                              | 19%                                 | 22%                                 | 2%                                  | 3%                                  | 5%                                  | 13%                                 | 3%                                  | 18%                                 | 3%                                  | 6% [alfa inferior 62]               | 8%                                  |
| Universidad de Iowa                  | 28 de octubre - 10 de noviembre de 2019 | 465 (LV)                            | ± 4,6%                              | 15%                                 | dieciséis%                          | 3%                                  | 2%                                  | 1%                                  | 18%                                 | 3%                                  | 23%                                 | 3%                                  | 2% [alfa inferior 63]               | 13%                                 |
| Encuestas de políticas públicas      | 5-6 de noviembre de 2019                | 715 (LV)                            | -                                   | 13%                                 | 20%                                 | -                                   | 3%                                  | 9%                                  | 14%                                 | 6%                                  | 21%                                 | 3%                                  | -                                   | 10%                                 |
| Universidad de Quinnipiac            | 30 de octubre - 5 de noviembre de 2019  | 698 (LV)                            | ± 4,5%                              | 15%                                 | 19%                                 | 3%                                  | 4%                                  | 5%                                  | 17%                                 | 3%                                  | 20%                                 | 3%                                  | 4% [alfa inferior 64]               | 8%                                  |
|                                      | 1 de noviembre de 2019                  | O'Rourke se retira de la carrera    | O'Rourke se retira de la carrera    | O'Rourke se retira de la carrera    | O'Rourke se retira de la carrera    | O'Rourke se retira de la carrera    | O'Rourke se retira de la carrera    | O'Rourke se retira de la carrera    | O'Rourke se retira de la carrera    | O'Rourke se retira de la carrera    | O'Rourke se retira de la carrera    | O'Rourke se retira de la carrera    | O'Rourke se retira de la carrera    | O'Rourke se retira de la carrera    |

| Polling before November 2019                                                    | Polling before November 2019   | Polling before November 2019      | Polling before November 2019      | Polling before November 2019      | Polling before November 2019      | Polling before November 2019      | Polling before November 2019      | Polling before November 2019      | Polling before November 2019      | Polling before November 2019      | Polling before November 2019      | Polling before November 2019      | Polling before November 2019      |
| Poll source                                                                     | Date(s) administered           | Sample size                       | Margin of error                   | Joe Biden                         | Cory Booker                       | Pete Buttigieg                    | Kamala Harris                     | Amy Klobuchar                     | Beto O'Rourke                     | Bernie Sanders                    | Elizabeth Warren                  | Other                             | Undecided                         |
| ------------------------------------------------------------------------------- | ------------------------------ | --------------------------------- | --------------------------------- | --------------------------------- | --------------------------------- | --------------------------------- | --------------------------------- | --------------------------------- | --------------------------------- | --------------------------------- | --------------------------------- | --------------------------------- | --------------------------------- |
| Siena College/New York Times                                                    | Oct 25–30, 2019                | 439 (LV)                          | ± 4.7%                            | 17%                               | 2%                                | 18%                               | 3%                                | 4%                                | 1%                                | 19%                               | 22%                               | 8%                                | 6%                                |
| Civiqs/Iowa State University                                                    | Oct 18–22, 2019                | 598 (LV)                          | ± 5%                              | 12%                               | 1%                                | 20%                               | 3%                                | 4%                                | 1%                                | 18%                               | 28%                               | 8%                                | 4%                                |
| Suffolk University/USA Today                                                    | Oct 16–18, 2019                | 500 (LV)                          | ± 4.4%                            | 18%                               | 1%                                | 13%                               | 3%                                | 3%                                | 1%                                | 9%                                | 17%                               | 7%                                | 29%                               |
| Emerson College                                                                 | Oct 13–16, 2019                | 317 (LV)                          | ± 5.5%                            | 23%                               | 3%                                | 16%                               | 2%                                | 1%                                | 0%                                | 13%                               | 23%                               | 15%                               | –                                 |
| Firehouse Strategies/Øptimus                                                    | Oct 8–10, 2019                 | 548 (LV)                          | ± 3.6%                            | 22%                               | 2%                                | 17%                               | 3%                                | –                                 | 1%                                | 5%                                | 25%                               | 26%                               | –                                 |
| YouGov/CBS News                                                                 | Oct 3–11, 2019                 | 729 (RV)                          | ± 4.6%                            | 22%                               | 2%                                | 14%                               | 5%                                | 2%                                | 2%                                | 21%                               | 22%                               | 7%                                | –                                 |
| Selzer/CNN/Des Moines Register                                                  | Sep 14–18, 2019                | 602 (LV)                          | ± 4.0%                            | 20%                               | 3%                                | 9%                                | 6%                                | 3%                                | 2%                                | 11%                               | 22%                               | 11%                               | 14%                               |
| David Binder Research                                                           | Sep 14–17, 2019                | 500 (LV)                          | ± 4.4%                            | 25%                               | 2%                                | 12%                               | 5%                                | 8%                                | 1%                                | 9%                                | 23%                               | 9%                                | 6%                                |
| Civiqs/Iowa State University                                                    | Sep 13–17, 2019                | 572 (LV)                          | ± 5.2%                            | 16%                               | 2%                                | 13%                               | 5%                                | 3%                                | 2%                                | 16%                               | 24%                               | 11%                               | 8%                                |
| YouGov/CBS News                                                                 | Aug 28 – Sep 4, 2019           | 835                               | ± 4.3%                            | 29%                               | 2%                                | 7%                                | 6%                                | 2%                                | 2%                                | 26%                               | 17%                               | 9%                                | –                                 |
| Change Research                                                                 | Aug 9–11, 2019                 | 621 (LV)                          | ± 3.9%                            | 17%                               | 3%                                | 13%                               | 8%                                | 2%                                | 3%                                | 17%                               | 28%                               | 9%                                | –                                 |
| Monmouth University                                                             | Aug 1–4, 2019                  | 401 (LV)                          | ± 4.9%                            | 28%                               | 1%                                | 8%                                | 11%                               | 3%                                | <1%                               | 9%                                | 19%                               | 11%                               | 10%                               |
| Firehouse Strategies/Øptimus                                                    | Jul 23–25, 2019                | 630                               | ± 3.3%                            | 23%                               | 2%                                | 7%                                | 12%                               | –                                 | 2%                                | 11%                               | 23%                               | 4%                                | 16%                               |
| YouGov/CBS News                                                                 | Jul 9–18, 2019                 | 706                               | ± 4.4%                            | 24%                               | 3%                                | 7%                                | 16%                               | 4%                                | 1%                                | 19%                               | 17%                               | 9%                                | –                                 |
|                                                                                 | Jul 9, 2019                    | Steyer announces his candidacy    | Steyer announces his candidacy    | Steyer announces his candidacy    | Steyer announces his candidacy    | Steyer announces his candidacy    | Steyer announces his candidacy    | Steyer announces his candidacy    | Steyer announces his candidacy    | Steyer announces his candidacy    | Steyer announces his candidacy    | Steyer announces his candidacy    | Steyer announces his candidacy    |
| Change Research                                                                 | Jun 29 – Jul 4, 2019           | 420 (LV)                          | –                                 | 16%                               | 1%                                | 25%                               | 16%                               | 1%                                | 2%                                | 16%                               | 18%                               | 5%                                | –                                 |
| David Binder Research                                                           | Jun 29 – Jul 1, 2019           | 600                               | ± 4.0%                            | 17%                               | 2%                                | 10%                               | 18%                               | 4%                                | 1%                                | 12%                               | 20%                               | 9%                                | 9%                                |
| Suffolk University/USA Today                                                    | Jun 28 – Jul 1, 2019           | 500                               | ± 4.4%                            | 24%                               | 2%                                | 6%                                | 16%                               | 2%                                | 1%                                | 9%                                | 13%                               | 6%                                | 21%                               |
| Change Research                                                                 | Jun 17–20, 2019                | 308 (LV)                          | –                                 | 27%                               | 5%                                | 17%                               | 4%                                | 2%                                | 1%                                | 18%                               | 20%                               | 7%                                | –                                 |
| Selzer/CNN/Des Moines Register                                                  | Jun 2–5, 2019                  | 600                               | ± 4.0%                            | 24%                               | 1%                                | 14%                               | 7%                                | 2%                                | 2%                                | 16%                               | 15%                               | 6%                                | 6%                                |
| Change Research                                                                 | May 15–19, 2019                | 615 (LV)                          | ± 3.9%                            | 24%                               | 1%                                | 14%                               | 10%                               | 2%                                | 5%                                | 24%                               | 12%                               | 9%                                | –                                 |
| Firehouse Strategies/Øptimus Archivado el 6 de mayo de 2019 en Wayback Machine. | 30 de abril –2 de mayo de 2019 | 576                               | ± 4.1%                            | 35%                               | 2%                                | 11%                               | 5%                                | 4%                                | 3%                                | 14%                               | 10%                               | –                                 | 16%                               |
|                                                                                 | Apr 25, 2019                   | Biden announces his candidacy     | Biden announces his candidacy     | Biden announces his candidacy     | Biden announces his candidacy     | Biden announces his candidacy     | Biden announces his candidacy     | Biden announces his candidacy     | Biden announces his candidacy     | Biden announces his candidacy     | Biden announces his candidacy     | Biden announces his candidacy     | Biden announces his candidacy     |
| Gravis Marketing                                                                | Apr 17–18, 2019                | 590                               | ± 4.0%                            | 19%                               | 4%                                | 14%                               | 6%                                | 4%                                | 5%                                | 19%                               | 6%                                | 7%                                | 16%                               |
|                                                                                 | Apr 14, 2019                   | Buttigieg announces his candidacy | Buttigieg announces his candidacy | Buttigieg announces his candidacy | Buttigieg announces his candidacy | Buttigieg announces his candidacy | Buttigieg announces his candidacy | Buttigieg announces his candidacy | Buttigieg announces his candidacy | Buttigieg announces his candidacy | Buttigieg announces his candidacy | Buttigieg announces his candidacy | Buttigieg announces his candidacy |
| Monmouth University                                                             | Apr 4–9, 2019                  | 351                               | ± 5.2%                            | 27%                               | 3%                                | 9%                                | 7%                                | 4%                                | 6%                                | 16%                               | 7%                                | 7%                                | 12%                               |
| David Binder Research                                                           | Mar 21–24, 2019                | 500                               | ± 4.4%                            | 25%                               | 7%                                | 6%                                | 9%                                | 6%                                | 6%                                | 17%                               | 8%                                | 9%                                | 7%                                |
| Emerson College Archivado el 20 de mayo de 2020 en Wayback Machine.             | Mar 21–24, 2019                | 249                               | ± 6.2%                            | 25%                               | 6%                                | 11%                               | 10%                               | 2%                                | 5%                                | 24%                               | 9%                                | 8%                                | –                                 |
| Public Policy Polling (D)                                                       | Mar 14–15, 2019                | 678                               | –                                 | 29%                               | 4%                                | –                                 | 5%                                | 6%                                | 7%                                | 15%                               | 8%                                | 4%                                | 22%                               |
|                                                                                 | Mar 14, 2019                   | O'Rourke announces his candidacy  | O'Rourke announces his candidacy  | O'Rourke announces his candidacy  | O'Rourke announces his candidacy  | O'Rourke announces his candidacy  | O'Rourke announces his candidacy  | O'Rourke announces his candidacy  | O'Rourke announces his candidacy  | O'Rourke announces his candidacy  | O'Rourke announces his candidacy  | O'Rourke announces his candidacy  | O'Rourke announces his candidacy  |
| Selzer/CNN/Des Moines Register                                                  | Mar 3–6, 2019                  | 401                               | ± 4.9%                            | 27%                               | 3%                                | 1%                                | 7%                                | 3%                                | 5%                                | 25%                               | 9%                                | 5%                                | 10%                               |
|                                                                                 | Feb 19, 2019                   | Sanders announces his candidacy   | Sanders announces his candidacy   | Sanders announces his candidacy   | Sanders announces his candidacy   | Sanders announces his candidacy   | Sanders announces his candidacy   | Sanders announces his candidacy   | Sanders announces his candidacy   | Sanders announces his candidacy   | Sanders announces his candidacy   | Sanders announces his candidacy   | Sanders announces his candidacy   |
|                                                                                 | Feb 10, 2019                   | Klobuchar announces her candidacy | Klobuchar announces her candidacy | Klobuchar announces her candidacy | Klobuchar announces her candidacy | Klobuchar announces her candidacy | Klobuchar announces her candidacy | Klobuchar announces her candidacy | Klobuchar announces her candidacy | Klobuchar announces her candidacy | Klobuchar announces her candidacy | Klobuchar announces her candidacy | Klobuchar announces her candidacy |
|                                                                                 | Feb 9, 2019                    | Warren announces her candidacy    | Warren announces her candidacy    | Warren announces her candidacy    | Warren announces her candidacy    | Warren announces her candidacy    | Warren announces her candidacy    | Warren announces her candidacy    | Warren announces her candidacy    | Warren announces her candidacy    | Warren announces her candidacy    | Warren announces her candidacy    | Warren announces her candidacy    |
| Firehouse Strategies/Øptimus                                                    | Jan 31 – Feb 2, 2019           | 558                               | ± 3.6%                            | 25%                               | 4%                                | –                                 | 17%                               | 5%                                | 4%                                | 10%                               | 11%                               | 1%                                | 25%                               |
| Emerson College                                                                 | Jan 30 – Feb 2, 2019           | 260                               | ± 6.0%                            | 29%                               | 4%                                | 0%                                | 18%                               | 3%                                | 6%                                | 15%                               | 11%                               | 15%                               | –                                 |
|                                                                                 | Feb 1, 2019                    | Booker announces his candidacy    | Booker announces his candidacy    | Booker announces his candidacy    | Booker announces his candidacy    | Booker announces his candidacy    | Booker announces his candidacy    | Booker announces his candidacy    | Booker announces his candidacy    | Booker announces his candidacy    | Booker announces his candidacy    | Booker announces his candidacy    | Booker announces his candidacy    |
|                                                                                 | Jan 21, 2019                   | Harris announces her candidacy    | Harris announces her candidacy    | Harris announces her candidacy    | Harris announces her candidacy    | Harris announces her candidacy    | Harris announces her candidacy    | Harris announces her candidacy    | Harris announces her candidacy    | Harris announces her candidacy    | Harris announces her candidacy    | Harris announces her candidacy    | Harris announces her candidacy    |
|                                                                                 | Jan 11, 2019                   | Gabbard announces her candidacy   | Gabbard announces her candidacy   | Gabbard announces her candidacy   | Gabbard announces her candidacy   | Gabbard announces her candidacy   | Gabbard announces her candidacy   | Gabbard announces her candidacy   | Gabbard announces her candidacy   | Gabbard announces her candidacy   | Gabbard announces her candidacy   | Gabbard announces her candidacy   | Gabbard announces her candidacy   |
| Change Research                                                                 | Dec 13–17, 2018                | 1,291 (LV)                        | –                                 | 20%                               | 4%                                | –                                 | 7%                                | 5%                                | 19%                               | 20%                               | 7%                                | 18%                               | –                                 |
| Selzer/CNN/Des Moines Register                                                  | Dec 10–13, 2018                | 455                               | ± 4.6%                            | 32%                               | 4%                                | –                                 | 5%                                | 3%                                | 11%                               | 19%                               | 8%                                | 7%                                | 6%                                |
| David Binder Research                                                           | Dec 10–11, 2018                | 500                               | ± 4.4%                            | 30%                               | 6%                                | –                                 | 7%                                | 10%                               | 11%                               | 13%                               | 9%                                | 8%                                | 6%                                |
| David Binder Research                                                           | Sep 20–23, 2018                | 500                               | ± 4.4%                            | 37%                               | 8%                                | –                                 | 10%                               | –                                 | –                                 | 12%                               | 16%                               | 6%                                | 9%                                |
|                                                                                 | Nov 6, 2017                    | Yang announces his candidacy      | Yang announces his candidacy      | Yang announces his candidacy      | Yang announces his candidacy      | Yang announces his candidacy      | Yang announces his candidacy      | Yang announces his candidacy      | Yang announces his candidacy      | Yang announces his candidacy      | Yang announces his candidacy      | Yang announces his candidacy      | Yang announces his candidacy      |
| Public Policy Polling (D)                                                       | Mar 3–6, 2017                  | 1,062                             | –                                 | –                                 | 17%                               | –                                 | 3%                                | 11%                               | –                                 | –                                 | –                                 | 34%                               | 32%                               |

## Resultados
- Buttigieg— <30%
- Buttigieg: 30 a 40%
- Buttigieg: 40 a 50%
- Sanders: <30%
- Sanders: 30–40%
- Sanders: 50–60%
- Warren— <30%
- Warren: 30–40%
- Biden: <30%
- Biden: 30 a 40%
- Klobuchar: <30%
- Klobuchar: 30 a 40%

- Buttigieg— <30%
- Sanders: <30%

Ni el total estatal final de "votos de alineación inicial" ni los "votos de alineación final" se utilizaron para determinar el número estatal de "equivalentes de delegados estatales" (SDE) ganados. En cambio, se pueden ganar varias SDE en cada uno de los 1.678 caucus de precinto y 87 caucus de satélite en función de los votos de alineación final en cada precinto específico. El número de "delegados prometidos a la convención nacional" se determinó proporcionalmente al número total de SDE del candidato ganados en todo el estado y en cada uno de los cuatro distritos congresionales del estado, pero solo para aquellos candidatos que ganaron más del 15.0% de participación de los SDE en todo el estado o en el distrito específico.
En la noche del 6 de febrero, después de una demora de tres días para que se informaran todos los votos de los precintos, el Partido Demócrata de Iowa publicó el primer recuento preliminar de los resultados estatales, que encontró que Pete Buttigieg había ganado por poco el equivalente de delegado estatal (SDE ) cuentan sobre Bernie Sanders, mientras que Sanders ganó el voto popular tanto en la primera como en la última alineación del caucus (después de que los partidarios de candidatos no viables por debajo del umbral del 15% redistribuyeran su apoyo a candidatos viables). Debido a que varios periodistas identificaron una serie de errores potenciales en el total de votos reportados y los equivalentes de delegados estatales calculados, y debido a que el Comité Nacional Demócrata (DNC) sugirió que se necesitaría una revisión de los resultados, algunas organizaciones de noticias importantes se negaron a declarar un ganador hasta que se completara un posible recuento o revisión.
En la noche del 9 de febrero, el Partido Demócrata de Iowa (IDP) había (a través de su propia auditoría inicial realizada del primer recuento preliminar de resultados estatales) encontró la necesidad de corregir algunos resultados informados incorrectamente del 3,1% (55) de los precintos. El resultado corregido se publicó como el primer resultado oficial final antes de la certificación (es decir, antes de realizar un recuento / recuento potencial formal). El IDP también calculó el número de delegados prometidos a la convención nacional sobre la misma base. El plazo para que las campañas soliciten un nuevo análisis o recuento de los resultados se amplió a partir de febrero. 7 al 10 de febrero, otorgando a las campañas tres días adicionales para revisar los resultados y decidir si quieren desafiarlos, que tanto la campaña de Sanders como la campaña de Buttigieg hicieron para el 8.1% (143) de los recintos / sitios satélites.
El IDP aceptó ambas solicitudes de reconteo parcial el 12 de febrero y llevó a cabo el reconteo del 16 al 18 de febrero después de que las campañas acordaran asumir los costos. La revisión fue una auditoría para verificar si el informe inicial de cifras coincidía con las cifras mostradas en la hoja de cálculo de matemáticas del sitio de votación. Para corregir los errores matemáticos observados en varias hojas de trabajo de matemáticas, que inicialmente fueron firmadas por todos los capitanes de los grupos de caucus en los respectivos sitios de votación locales, también fue necesario llamar a un proceso de recuento posterior después de la conclusión del proceso de reencuentro.
El 18 de febrero, se publicó el recuento de SDE posterior a la revisión, con Buttigieg a la cabeza de Sanders en 0,08 SDE. Al día siguiente, las campañas de Buttigieg y Sanders solicitaron un recuento final para 63 de los recintos revisados (3,6% de todos los resultados). El 21 de febrero, el IDP anunció que había aceptado solicitudes de recuento para 23 distritos (1,3% de todos los resultados). Anunció que volvería a contar los 10 precintos solicitados por la campaña de Sanders y 14 de los 54 precintos solicitados por la campaña de Buttigieg, indicando que rechazó la solicitud de Buttigieg de contar los 40 recintos restantes porque la campaña no había demostrado que un recuento potencial de esos precintos podría resultar en un resultado de SDE diferente. El recuento comenzó el 25 de febrero y se completó durante los dos días siguientes. El 27 de febrero, el IDP concluyó el recuento oficial, lo que resultó en que Buttigieg mantuviera una ligera ventaja sobre Sanders en SDE. Sanders desafió los resultados de los caucus de Iowa; al 29 de febrero de 2020, ese desafío estaba pendiente ante el Comité de Reglas y Estatutos del Comité Nacional Demócrata.
| Candidate                           | Initial alignment | Initial alignment | Final alignment | Final alignment | State delegate equivalents | State delegate equivalents | Pledged national convention delegates |
| Candidate                           | Votes             | %                 | Votes           | %               | Number                     | %                          | Pledged national convention delegates |
| ----------------------------------- | ----------------- | ----------------- | --------------- | --------------- | -------------------------- | -------------------------- | ------------------------------------- |
| Joe Biden                           | 26,291            | 14.9              | 23,605          | 13.7            | 340.3238                   | 15.8                       | 14                                    |
| Pete Buttigieg                      | 37,572            | 21.3              | 43,209          | 25.1            | 562.9538                   | 26.17                      | 12                                    |
| Bernie Sanders                      | 43,581            | 24.7              | 45,652          | 26.5            | 562.0214                   | 26.13                      | 9                                     |
| Elizabeth Warren                    | 32,589            | 18.5              | 34,909          | 20.3            | 388.4403                   | 18.1                       | 5                                     |
| Amy Klobuchar                       | 22,454            | 12.7              | 21,100          | 12.2            | 263.8689                   | 12.3                       | 1                                     |
| Andrew Yang                         | 8,914             | 5.1               | 1,758           | 1.0             | 21.8559                    | 1.0                        |                                       |
| Tom Steyer                          | 3,061             | 1.7               | 413             | 0.2             | 6.6189                     | 0.3                        |                                       |
| Michael Bloomberg (did not run yet) | 212               | 0.1               | 16              | 0.0             | 0.2096                     | 0.0                        |                                       |
| Tulsi Gabbard                       | 341               | 0.2               | 16              | 0.0             | 0.1143                     | 0.0                        |                                       |
| Michael Bennet                      | 164               | 0.1               | 4               | 0.0             | 0.0000                     | 0.0                        |                                       |
| Deval Patrick                       | 9                 | 0.0               | 0               | 0.0             | 0.0000                     | 0.0                        |                                       |
| John Delaney (withdrawn)            | 0                 | 0.0               | 0               | 0.0             | 0.0000                     | 0.0                        |                                       |
| Other / Write-in                    | 155               | 0.1               | 198             | 0.1             | 0.6931                     | 0.0                        |                                       |
| Uncommitted                         | 1,009             | 0.6               | 1,420           | 0.8             | 3.7321                     | 0.2                        |                                       |
| Totals                              | 176,352           | 100%              | 172,300         | 100%            | 2,150.8321                 | 100%                       | 41                                    |

La participación en los caucus de 2020 (176,352 votos de alineación inicial en el recuento oficial) fue ligeramente superior a las 171,517 personas que participaron en los caucus de 2016, pero aún un 26% menor en comparación con las más de 239,000 personas que participaron en los caucus de 2008.
Sanders ganó el voto popular tanto en la alineación inicial como en la final. El exvicepresidente Joe Biden tuvo una actuación particularmente decepcionante y lo llamó un "puñetazo" después de ganar significativamente menos votos que Buttigieg o Sanders. Después de las asambleas, Buttigieg se convirtió en el primer candidato abiertamente LGBT en ganar cualquier delegado de convención nacional comprometido para la nominación presidencial de un partido importante.

## Retraso en los resultados finales
Hasta el 4 de febrero a las 4:00 p. m. hora local, el Partido Demócrata de Iowa (IDP) no había informado ningún resultado final debido a lo que un portavoz del partido describió como "controles de calidad". Según The New York Times, un nuevo sistema de informes basado en aplicaciones puede haber sido responsable de la demora, y Sean Bagniewski, presidente del Partido Demócrata del condado de Polk, informó que solo "el 20% de sus 177 presidentes de precintos " podían acceder a la aplicación. En un comunicado emitido en febrero 3 a las 10:30 p. m. hora local, la directora de comunicaciones de los desplazados internos, Mandy McClure, dijo que se habían encontrado "inconsistencias" en los tres conjuntos de resultados. Sin embargo, McClure también aseguró que el retraso no fue el resultado de un "hackeo o intrusión" y que los resultados generales son "sólidos". Durante el retraso en la publicación de los resultados finales, las campañas de Pete Buttigieg y Bernie Sanders publicaron resultados incompletos tomados por sus respectivos capitanes de distrito, mostrando respectivamente que los dos candidatos habían ganado el caucus. También durante la demora, el director de campaña de Amy Klobuchar, Justin Buoen, afirmó que Klobuchar superó o igualó el número de votos que recibió Joe Biden.
Los problemas encontrados incluyeron fallas en el uso y la interfaz de una aplicación diseñada para informar los recuentos de votos finales de los capitanes de los distritos de Iowa; una acumulación de llamadas telefónicas a la línea directa de informes de votos del estado, incluye al menos un caso en el que un capitán de distrito fue puesto en espera de una hora, solo para que el asistente de la línea directa le cuelgue inmediatamente cuando finalmente responde; confusión sobre los lanzamientos de monedas para decidir a los delegados; la necesidad de utilizar papeletas de respaldo en papel para verificar los resultados; y discrepancias entre las boletas de respaldo en papel y los conteos de los capitanes de distrito. Los periodistas descubrieron que el foro de mensajes de Internet 4chan había alentado a sus miembros a inundar las líneas telefónicas del DNC en Des Moines, lo que complicó aún más el proceso de informar los resultados. Además, los datos reportados tuvieron que ingresarse manualmente, lo que llevó más tiempo de lo esperado.
La mañana después del caucus, el presidente del Partido Demócrata de Iowa, Troy Price, emitió una declaración aclaratoria, reiterando que no creía que hubiera una "intrusión de seguridad cibernética" y que "los datos recopilados a través de la aplicación eran sólidos". Más bien, debido a un "problema de codificación en el sistema de informes", la aplicación solo informaba "datos parciales" de lo que se había registrado. Esta falla se verificó mediante la comparación con los registros de votación en papel y el examen de los datos subyacentes registrados por la aplicación. El Partido Demócrata de Iowa dijo en un comunicado que planeaba publicar resultados parciales a las 4:00 a. m. p. m. hora local del martes, casi un día completo después de que comenzaran los caucus.
Además, se informa que varios capitanes de distrito dieron a conocer sus resultados al Partido Demócrata de Iowa más de 24 horas antes de que se informaran los números, y algunos criticaron el tiempo que tardó el partido en publicar los resultados, así como la falta de transparencia del proceso.

### Aplicación IowaRecorder
La aplicación, llamada IowaRecorder, fue desarrollada por Shadow Inc., una subsidiaria de propiedad mayoritaria de Acronym. La empresa recibió dinero de las campañas de Biden, Buttigieg y Kirsten Gillibrand por servicios distintos de la aplicación; La campaña de Biden pagó a la empresa $ 1,225 por mensajes de texto, la campaña de Buttigieg pagó $ 42,500 por servicio de software y la campaña de Gillibrand pagó $ 37,400 por software, texto y servicios de recaudación de fondos. 
Las publicaciones en las redes sociales afirmaron poco después de las elecciones que la campaña de Buttigieg había pagado la creación de la aplicación, una teoría que fue desacreditada por Associated Press. La aplicación también fue criticada por supuestos conflictos de intereses debido a que la compañía detrás de la aplicación vende servicios separados a campañas asociadas con Biden, Buttigieg y Gillibrand; así como un PAC fundado por Tom Steyer y conexiones con ex empleados de Hillary Clinton, entre otros.
La experta en desarrollo de aplicaciones Kasra Rahjerdi dijo que "la aplicación fue claramente realizada por alguien que siguió un tutorial. Es similar a los proyectos que hago con mis aprendices que están aprendiendo a codificar ". Un equipo de investigadores de la Universidad de Stanford, incluido el ex director de seguridad de Facebook Alex Stamos, dijo que mientras analizaban la aplicación encontraron un código potencialmente preocupante dentro de ella, incluidas claves API codificadas. Se descubrió que la codificación defectuosa de la aplicación causó un cálculo de resultado incorrecto e incompleto, creando una discrepancia entre la entrada de datos y la salida de datos, lo que hizo que la aplicación fuera inútil para el informe de resultados de todos los comités de distrito (lo que significa que todos los informes de datos en su lugar tenían para ser telefoneado / enviado por correo y mecanografiado manualmente en una hoja de cálculo).
La aplicación también fue criticada por su falta de facilidad de uso y apertura a posibles ataques e interceptaciones de datos.

## Inconsistencias en los votos
Durante la publicación inicial de los resultados, se observó que algunos de los datos informados eran inconsistentes, defectuosos o completamente imposibles. Según The New York Times, más de 100 distritos informaron resultados incorrectos. Los errores más comunes incluyeron un número incorrecto de delegados asignados a los candidatos y disparidades en los números publicados por el Partido Demócrata de Iowa (IDP) y los informados por los distritos. Un ejemplo es en el condado de Black Hawk, donde el supervisor del condado publicó de forma independiente los resultados de su condado a través de Facebook que diferían de los resultados publicados más tarde proporcionados por el Partido Demócrata de Iowa, que asignó incorrectamente delegados de Elizabeth Warren a Tom Steyer y de Bernie Sanders a Deval Patrick, a pesar de que, según los informes, este último recibió cero votos en el condado. Aunque posteriormente se hicieron correcciones, estos resultados aún difieren de los dados por el supervisor del condado.
Esto rápidamente dio lugar a una serie de teorías de conspiración en línea que acusaban al Partido Demócrata de corrupción y trampas a favor de Buttigieg y otros candidatos a expensas de Sanders. El 6 de febrero, tres días después del caucus, y con el tres por ciento de los resultados aún sin reportar, el presidente del Partido Demócrata, Tom Pérez, solicitó una revisión de los resultados, diciendo:

Enough is enough. In light of the problems that have emerged in the implementation of the delegate selection plan and in order to assure public confidence in the results, I am calling on the Iowa Democratic Party to immediately begin a recanvass.

Debido a que Pérez especificó los caucus satélites en su solicitud de un recuento, un área donde el apoyo de Sanders era fuerte, los partidarios de Sanders en las redes sociales acusaron al Comité Nacional Demócrata de manipular el caucus en su contra.
Según el IDP, los errores en las hojas de cálculo de matemáticas del caucus escritas a mano no se pudieron corregir porque son registros legales inalterables". Las matemáticas incorrectas en las Hojas de Trabajo de Matemáticas del Caucus no deben cambiarse para garantizar la integridad del proceso", escribió la abogada del partido, Shayla McCormally, según un correo electrónico enviado por el presidente de IDP, Troy Price. Las fotografías de las hojas de trabajo de matemáticas del caucus tomadas por los "capitanes" del caucus mostraron errores al sumar los votos de los candidatos y al calcular los "equivalentes de delegados estatales". El presidente de IDP, Troy Price, dijo que se requeriría un recuento de votos para corregir los errores de cálculo en las hojas de recuento escritas a mano de los precintos.

## Análisis
Según las encuestas de boca de urna de CNN, el resultado estrecho se debió a las divisiones entre grupos demográficos clave: género, nivel educativo y edad. Buttigieg ganó a las mujeres con un 24%, mientras que Sanders ganó a los hombres con un 26%. Buttigieg ganó votantes con un título universitario con un 23%, mientras que Sanders ganó entre los votantes con una educación secundaria o menos con un 30%. Sanders continuó la tendencia de 2016 en la que ganó votantes jóvenes, ganando 44% en el grupo demográfico de 18 a 29 y 41% con votantes menores de 45 en general, mientras que Buttigieg ganó votantes de mayor edad (40 a 64).
Contrariamente a la creencia de los medios en la fuerza de Biden entre los votantes no blancos, Sanders ganó ese grupo demográfico en Iowa con un 46% de apoyo, con Buttigieg en segundo lugar con 15% y Biden en tercer lugar con solo 13% de apoyo. Según las encuestas de entrada informadas por CNN, Buttigieg ganó votantes blancos con un 23%. Sin embargo, The New York Times indica un empate estadístico del 23%, con una ligera ventaja para Sanders. Algunos condados llevados por Buttigieg, como el condado Clinton, pasaron de Obama en 2012 a Trump en 2016 por dos dígitos.
Aunque los latinos constituyen una parte relativamente pequeña del electorado de Iowa, Sanders se desempeñó excepcionalmente bien con los votantes latinos, ganando los 32 distritos de mayoría y pluralidad latinas en el estado con el 52,6% de los votos, muy por delante de Buttigieg (14%) y Biden (13,5%). También ganó los cuatro sitios de caucus satélite en español por márgenes abrumadores. Matt A. Barreto señaló que la fortaleza de Sanders entre el grupo demográfico latino le proporcionó una ventaja de 18.6 SDE sobre Buttigieg, recuperando el terreno perdido en otros grupos demográficos donde Buttigieg tuvo un mejor desempeño. El éxito de Sanders con los votantes latinos podría atribuirse a la "estrategia latina" que persigue su campaña al centrarse en el alcance de los votantes latinos.
Buttigieg se declaró ganador antes de que se publicaran los resultados oficiales. La campaña de Bernie Sanders también se declaró ganadora antes de que se anunciaran los resultados oficiales, ya que el DNC pidió un recuento. La declaración de victoria de Buttigieg en Iowa le proporcionó un impulso en las encuestas de cara a Nuevo Hampshire, un estado donde Sanders había estado obteniendo buenos resultados en las encuestas.